# Леванте (футбольний клуб)
«Лева́нте» (ісп. Levante Unión Deportiva, S.A.D.) — іспанський футбольний клуб з міста Валенсія. Заснований 1909 року.

## Історія
«Леванте» в сезоні 2015/16 понизився в класі до Сегунди з 20-го місця і 20-а очками, провівши один із найгірших в історії.
У сезоні 2016/17 клуб знову піднявся до класу найсильніших вигравши Сегунду.

## Склад команди
Станом на 30 січня 2019

| №  | Поз. | Нац.               | Гравець                           |
| -- | ---- | ------------------ | --------------------------------- |
| 1  | ВР   | Іспанія            | Коке Вегас                        |
| 2  | НП   | Іспанія            | Борха Майораль (в оренді з Реалу) |
| 3  | ЗХ   | Іспанія            | Тоньо                             |
| 4  | ЗХ   | Іспанія            | Робер (в оренді з Депортіво)      |
| 5  | ПЗ   | Кот-д'Івуар        | Шейк Дукуре                       |
| 6  | ЗХ   | Іспанія            | Чема                              |
| 7  | НП   | Нігерія            | Моузес Сімон                      |
| 9  | НП   | Іспанія            | Роджер Марті                      |
| 10 | ПЗ   | Північна Македонія | Еніс Бардхі                       |
| 11 | ПЗ   | Іспанія            | Хосе Луіс Моралес                 |
| 12 | ЗХ   | Іспанія            | Коке                              |
| 13 | ВР   | Іспанія            | Оєр Оласабаль                     |

| №  | Поз. | Нац.       | Гравець                          |
| -- | ---- | ---------- | -------------------------------- |
| 14 | ЗХ   | Португалія | Рубен Везу (в оренді з Валенсії) |
| 15 | ЗХ   | Іспанія    | Серхіо Постіго                   |
| 16 | НП   | Іспанія    | Робен Рочіна                     |
| 17 | ПЗ   | Чорногорія | Никола Вукчевич                  |
| 18 | ЗХ   | Уругвай    | Ерік Кабако                      |
| 19 | ЗХ   | Іспанія    | Педро Лопес                      |
| 20 | НП   | Гана       | Рафаель Двамена                  |
| 21 | НП   | Гана       | Еммануель Боатенг                |
| 22 | ЗХ   | Іспанія    | Антоніо Луна                     |
| 23 | ПЗ   | Іспанія    | Джейсон                          |
| 24 | ПЗ   | Іспанія    | Хосе Кампанья                    |
| 25 | ВР   | Іспанія    | Айтор Фернандес                  |

## Титули і досягнення
- Володар Кубка Вільної Іспанії: 1937

Сегунда:
- Чемпіон (3): 2003–04, 2016–17, 2024–25